# Aeroporto di Rio de Janeiro-Santos Dumont
L'Aeroporto di Rio de Janeiro-Santos Dumont (IATA: SDU, ICAO: SBRJ) (in portoghese: Aeroporto Santos Dumont) sorge nella zona est della città di Rio de Janeiro in Brasile, in prossimità del centro cittadino, affacciandosi sulla Baia di Guanabara. È un dei pochi aeroporti in una grande città che si può raggiungere a piedi dal centro della città.
È dotato di due piste parallele che si affacciano completamente sul mare. Opera su voli di corto e medio raggio solo ed esclusivamente in territorio nazionale.
Il ponte aereo Rio de Janeiro-San Paolo è operato tra questo aeroporto e tra quello di San Paolo Congonhas: ogni 30 minuti è presente un volo di collegamento tra le due metropoli, operato dalle principali compagnie aeree brasiliane Gol e Tam. Tra gli altri vettori che operano su questo aeroporto vi sono Oceanair (Avianca), Trip Linhas Aereas, Azul e Webjet. Può ospitare aerei del tipo Airbus A-320 o Boeing B-737-800
Durante l'atterraggio in questo aeroporto è possibile godere di una vista del Pan di Zucchero e di tutta la baia di Guanabara. Al decollo verso Sud, si gode la vista del Pan di Zucchero, Copacabana, Ipanema.
È facilmente raggiungibile dalla zona sud della città e dal centro tramite strade urbane ad altro scorrimento. Per chi proviene dalla zona nord è consigliabile usufruire della Linha Vermelha. Il tempo di percorrenza tra questo aeroporto e quello internazionale del Galeao è di circa 20 minuti in condizioni di traffico scorrevole.